# Denílson Pereira Neves
Denílson Pereira Neves född 16 februari 1988 i São Paulo, är en brasiliansk fotbollsspelare (mittfältare). Han har spelat för bland annat den brasilianska klubben São Paulo.

## Karriär
I slutet av maj 2011 bekräftade Denílson att han skulle lämna Arsenal och att Arsène Wenger gått med på att låta honom gå. I början av juni meddelade Denílson att han kommer lämna för en klubb i Tyskland, Italien eller Spanien, som spelar i Champions League. Den 13 juli 2011 var han dock med och spelade 20 minuter för Arsenal i en träningsmatch mot Malaysia XI under lagets Asien-turné. Den 18 juli lånades Denílson ut till sin moderklubb São Paulo resten av säsongen.